# 上勝町

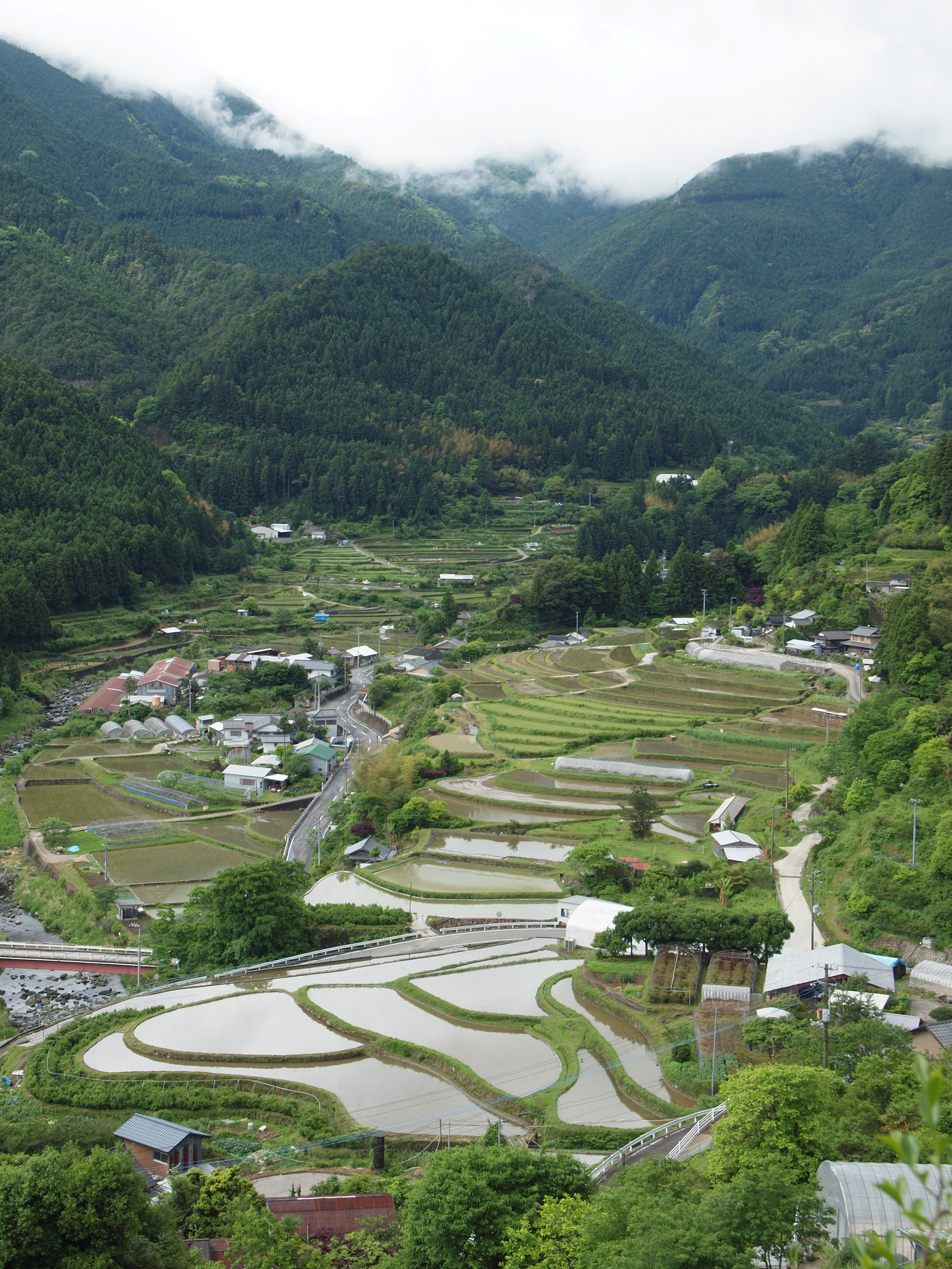
大平・堂平の棚田

上勝町（かみかつちょう）は、徳島県中部の勝浦川沿いに位置する町。勝浦郡に属する。人口は約1,300人。

## 概要
徳島市の南西約40kmに位置する。雲早山を町内最高峰として、全体として山岳地帯である。徳島県で唯一、日本で最も美しい村連合に加盟している自治体である。四国の町の中では最も人口が少ない。
上勝町は町の規模は小さいが、廃棄物や地方の過疎化など現代の課題への取り組みで世界的に認知されるようになった。ゴミゼロ運動や第三セクター企業「いろどり」の「葉っぱビジネス」、樫原の棚田、山びこポイントなどがテレビ番組によく取り上げられている。特に2003年9月に出されたゼロ・ウェイスト宣言（ゴミゼロ運動）と「いろどり」については日本全国から取材に来るほどの反響となっている。また、住民参加型のバイオマス利活用にも取り組んでいる。
その他、I/Uターン者が増加したことや廃校利用、住民参画型まちづくり「1Q（いっきゅう）運動会」も脚光を浴びている。
ゼロ・ウェイスト活動の活性化のため、県内企業家が世界初の量売り百貨店「上勝百貨店」(現在のRISE&WIN Brewing .co BBQ&General store）を開設させるなどしたこともある。
町内ではゴミの回収を行っておらず、町民が自ら処分場へゴミを持ち込む。ゴミの持ち込みが難しい高齢者には2ヶ月に1度ゴミの回収を行っている。ゴミは45種類に分別し、まだ使える不用品は処分場に申請し引き取ってもらい、引き取った不用品は申請すれば町民以外も無料で持ち帰ることができる。
現在では多くの大学や企業、自治体が調査・研究で上勝町を訪れるようになり、2014年度には年間2,213人が視察に訪れている。
棚田オーナー制度や徳島大学とともに企画した棚田ライトアップ、空き家を改修した施設の増加により、徳島市や京阪神エリアから手頃に来ることのできる田舎としても注目されている。

## 地理
- 山：旭ヶ丸[2]、雲早山[2]、高丸山[2]、山犬嶽、高根山
- 川：勝浦川、旭川、藤川谷川、杉地谷川

### 面積
- 109.68㎢[2]

### 広袤（こうぼう）
国土地理院地理情報によると上勝町の東西南北それぞれの端は以下の位置で、東西の長さは約19km、南北の長さは約12kmである。

### 隣接自治体
- 名西郡神山町[2]
- 名東郡佐那河内村[2]
- 那賀郡那賀町[2]
- 勝浦郡勝浦町[2]

## 人口
- 人口は県内、かつ四国地方の町で最も少なく、2000人を切っている[3]。

| |                                        |  |
| 上勝町と全国の年齢別人口分布（2005年） | 上勝町の年齢・男女別人口分布（2005年） |  |
| ■紫色 ― 上勝町 ■緑色 ― 日本全国 | ■青色 ― 男性 ■赤色 ― 女性              |  |
| 上勝町（に相当する地域）の人口の推移 \| 1970年（昭和45年） \| 4,057人 \| \| \| 1975年（昭和50年） \| 3,587人 \| \| \| 1980年（昭和55年） \| 2,918人 \| \| \| 1985年（昭和60年） \| 2,712人 \| \| \| 1990年（平成2年） \| 2,450人 \| \| \| 1995年（平成7年） \| 2,318人 \| \| \| 2000年（平成12年） \| 2,124人 \| \| \| 2005年（平成17年） \| 1,955人 \| \| \| 2010年（平成22年） \| 1,783人 \| \| \| 2015年（平成27年） \| 1,545人 \| \| \| 2020年（令和2年） \| 1,380人 \| \| |                                        |  |
| 総務省統計局 国勢調査より |                                        |  |
| 1970年（昭和45年） | 4,057人                                |  |
| 1975年（昭和50年） | 3,587人                                |  |
| 1980年（昭和55年） | 2,918人                                |  |
| 1985年（昭和60年） | 2,712人                                |  |
| 1990年（平成2年） | 2,450人                                |  |
| 1995年（平成7年） | 2,318人                                |  |
| 2000年（平成12年） | 2,124人                                |  |
| 2005年（平成17年） | 1,955人                                |  |
| 2010年（平成22年） | 1,783人                                |  |
| 2015年（平成27年） | 1,545人                                |  |
| 2020年（令和2年） | 1,380人                                |  |

## 歴史

上勝町章
1965年12月16日制定

- 1955年（昭和30年）7月20日 - 高鉾村・福原村が合併して発足。
- 1965年（昭和40年）12月16日 - 町章を制定[5][2]。

## 地域

### 大字
| 郵便番号 | 大字名 |
| -------- | ------ |
| 771-4502 | 旭     |
| 771-4503 | 生実   |
| 771-4501 | 福原   |
| 771-4504 | 傍示   |
| 771-4505 | 正木   |

### 警察
- 小松島警察署（小松島市）

### 消防
- 常備消防は無い。役場救急

### 保健・衛生

#### し尿処理施設
- 小松島市外三町村衛生組合しらさぎ浄園（小松島市）

#### 葬祭場
- 小松島市葬斎場（小松島市）

### 図書館
- 無し。上勝町民は勝浦町図書館を利用できる。

### 公民館
- 上勝町立高鉾公民館

### 郵便局
- 上勝郵便局
- 高鉾郵便局

## 行政・議会

### 役場
- 上勝町役場（徳島県勝浦郡上勝町大字福原字下横峯3-1）

### 町長
| 代位 | 町長氏名   | 任期                             | 任期                             | 肩書き       | 所属政党 | 備考                |
| 代位 | 町長氏名   | 就任年月日                       | 退任年月日                       | 肩書き       | 所属政党 | 備考                |
| ---- | ---------- | -------------------------------- | -------------------------------- | ------------ | -------- | ------------------- |
|      | 大久保常雄 | 1973年（昭和48年）4月25日        | 1977年（昭和52年）4月24日        | 元上勝町職員 | 無所属   | （1期）             |
|      | 大久保常雄 | 1977年（昭和52年）4月25日        | 1981年（昭和56年）4月24日        | 元上勝町職員 | 無所属   | （2期）             |
|      | 大久保常雄 | 1981年（昭和56年）4月25日        | 1985年（昭和60年）4月24日        | 元上勝町職員 | 無所属   | （3期）             |
|      | 大久保常雄 | 1985年（昭和60年）4月25日        | 1989年（平成元年）4月24日        | 元上勝町職員 | 無所属   | （4期）             |
|      | 大久保常雄 | 1989年（平成元年）4月25日        | 1993年（平成5年）4月24日         | 元上勝町職員 | 無所属   | （5期）             |
|      | 山田良男   | 1993年（平成5年）4月25日         | 1997年（平成9年）4月24日         | 元上勝町職員 | 無所属   | 投票率96.50%（1期） |
|      | 山田良男   | 1997年（平成9年）4月25日         | 2001年（平成21年）4月24日        | 元上勝町職員 | 無所属   | 無投票（2期）       |
|      | 笠松和市   | 2001年（平成13年）4月25日        | 2005年（平成17年）4月24日        | 元上勝町職員 | 無所属   | 無投票（1期）       |
|      | 笠松和市   | 2005年（平成17年）4月25日        | 2009年（平成21年）4月24日        | 元上勝町職員 | 無所属   | 無投票（2期）       |
|      | 笠松和市   | 2009年（平成21年）4月25日        | 2013年（平成25年）4月24日        | 元上勝町職員 | 無所属   | 無投票（3期）       |
|      | 花本靖     | 2013年（平成25年）4月25日        | 2017年（平成29年）4月24日        | 元上勝町職員 | 無所属   | 無投票（1期）       |
|      | 花本靖     | 2017年（平成29年）4月25日        | 2021年（令和3年）4月24日（予定） | 元上勝町職員 | 無所属   | 無投票（2期）       |
|      | 花本靖     | 2021年（令和3年）4月25日（予定） | 2025年（令和7年）4月24日（予定） | 元上勝町職員 | 無所属   | 投票率82.87%（3期） |

### 副町長
- 山本敏壽（2007年4月1日 - 2012年9月30日）
- 森周一（2012年10月1日 - ）

### 助役
- 山本敏壽（2004年10月1日 - 2007年3月31日）

### 衆議院
- 選挙区：徳島1区（徳島市、小松島市、阿南市、勝浦郡、名東郡、名西郡、那賀郡、海部郡）
- 任期：2021年10月31日 - 2025年10月30日
- 当日有権者数：362,130人
- 投票率：55.93％

| 当落 | 候補者名   | 年齢 | 所属党派     | 新旧別 | 得票数   | 重複 |
| ---- | ---------- | ---- | ------------ | ------ | -------- | ---- |
| 当   | 仁木博文   | 55   | 無所属       | 元     | 99,474票 |      |
| 比当 | 後藤田正純 | 52   | 自由民主党   | 前     | 77,398票 | ○    |
| 比当 | 吉田知代   | 46   | 日本維新の会 | 新     | 20,065票 | ○    |
|      | 佐藤行俊   | 73   | 無所属       | 新     | 1,808票  |      |

## 友好都市
「日本で最も美しい村」連合
- 北海道上川郡美瑛町
- 北海道余市郡赤井川村
- 北海道標津郡標津町
- 山形県最上郡大蔵村
- 長野県下伊那郡大鹿村
- 長野県木曽郡木曽町開田高原
- 岐阜県下呂市馬瀬
- 岐阜県大野郡白川村
- 熊本県阿蘇郡南小国町
- 宮崎県西諸県郡高原町

## 教育

### 高校
- なし。勝浦町にある徳島県立小松島西高等学校勝浦分校が最寄。

### 中学校
- 上勝中学校

### 小学校
- 上勝小学校

### 幼稚園
- 彩保育園

## 特産品
- つまもの 「彩（いろどり）」
- 阿波晩茶…上勝阿波晩茶（山田産業有限会社）
- 神田（じでん）茶
- ポン酢（ゆこう入り）
- ゆこう（上勝ゆこう）
- ゆず
- すだち
- しいたけ
- キクイモ
- やこめ（焼米）
- 地ビール（KAMIKATZビール）

## 交通

### 鉄道路線
町内に鉄道路線は通っていない。かつて四国中央鉄道の敷設免許が下りた頃、この路線を当町を経由し、土佐山田駅まで延伸させる計画があった。鉄道を利用する場合の最寄り駅は、JR四国牟岐線の南小松島駅。

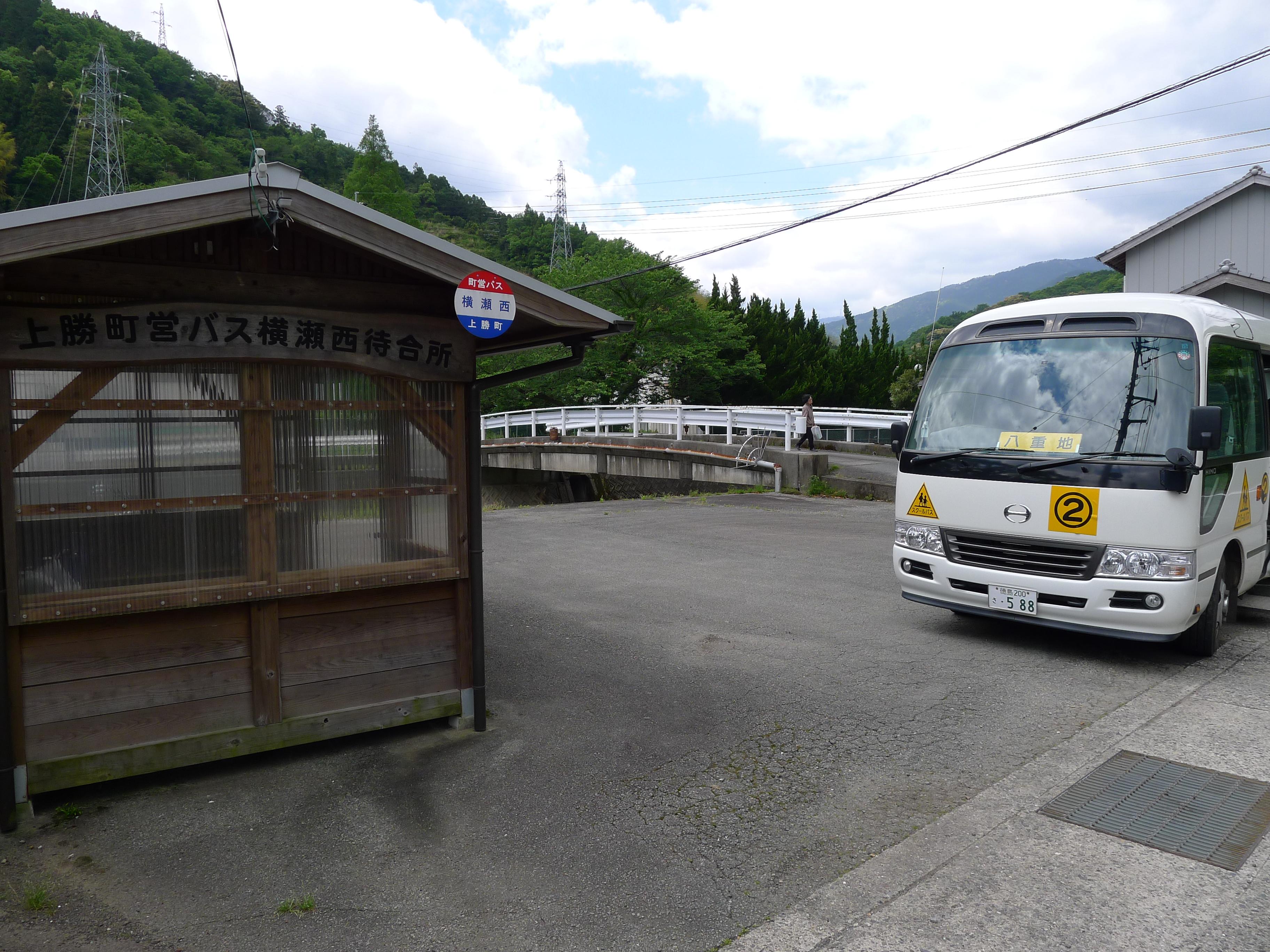
横瀬西バス停と町営バス

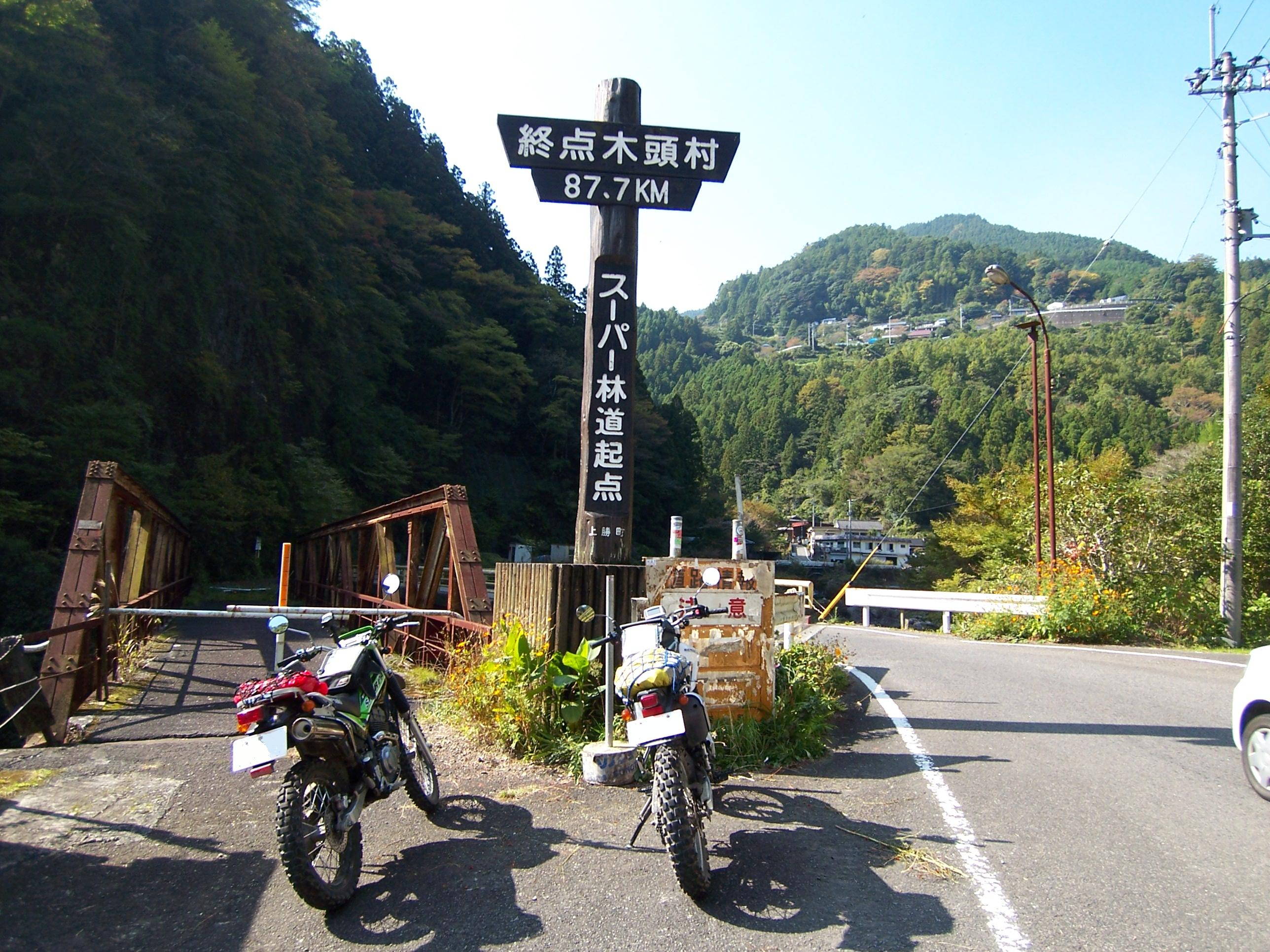
剣山スーパー林道起点

### 路線バス
- 上勝町営バス

かつては県道16号沿いの田野々までは徳島バス勝浦線が運行していたが、現在は先に移管された末端区間も含め、町営バスにより一体運行されている。勝浦町内の横瀬西バス停で乗換えとなる。

### 道路
- 県道：徳島県道16号徳島上那賀線

上勝町内を通る県道はこの1路線のみ。一つの自治体内を通る国道または県道が1路線のみなのは徳島県では上勝町が唯一である。

## 観光

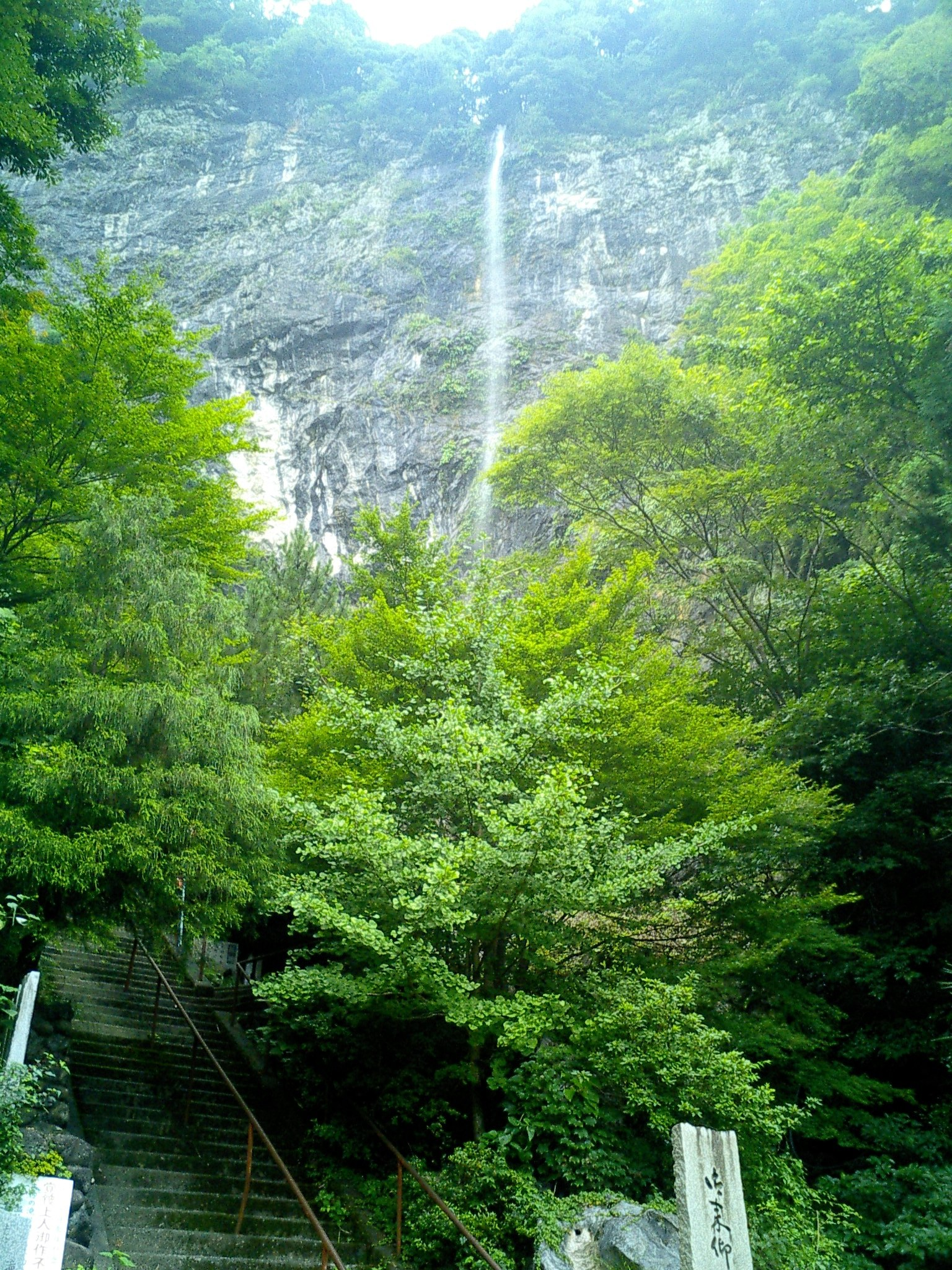
慈眼寺の灌頂ヶ滝

### 名所
- 月ヶ谷温泉
- 樫原の棚田（重要文化的景観・日本の棚田百選）
- 灌頂ヶ滝
- 雄淵
- 百間滝
- 剣山スーパー林道
- 山犬嶽
- 高丸山
- 殿川内渓谷
- 正木ダム
- 上勝町ゼロ・ウェイストセンター

### 公園
- 徳島県立高丸山千年の森
- 彩山（彩山実習農園・いろどり橋）

### 社寺・史跡
- 慈眼寺（四国別格二十霊場3番）
- 黒松寺
- 茶神八幡神社
- 田中家住宅
- 穴禅定 - 慈眼寺にある洞窟

## 上勝町が舞台の作品
- 映画『人生、いろどり』（2012年）… 葉っぱビジネスのいろどりを題材にしている
- ドラマ『おふくろ先生の診療日記』… 2009年に放映されたシリーズ第二作で上勝町に診療所を開設した